# Aeci l'impiu
Aeci l'impiu (en llatí Aetius,en grec antic Ἀέτιος) anomenat també Ateu perquè negava el Déu de la Revelació, (segons diuen Atanasi d'Alexandria, Sòcrates Escolàstic i Hèrmies Sozomen). Va ser el fundador de la secta dels eunomians. Va néixer a Antioquia a principis del segle iv.
Era fill d'un soldat que va morir quan era nen, sumit en la pobresa va acabar convertit en esclau de la dona d'un vinyater, i més tard va treballar en oficis humils com ara ferrer i venedor ambulant, però va anar augmentant els seus coneixements i va exercir la medicina ensenyat per un curandero, i va aprendre filosofia i teologia i aviat es va establir a Antioquia on es va convertir l'arrianisme quan va assistir a les escoles de medicina que eren arrianes. Va destacar en erística, o l'art de la polèmica i els seus serveis eren pagats per aquells que volien veure les seves teories exhibides amb eloqüència.
A la mort de la seva mare va estudiar amb Paulí II, bisbe arrià d'Antioquia l'any 331, però amb el seu successor Eulali va haver d'abandonar la ciutat perquè s'havia enemistat amb alguns poderosos per les seves habilitats polèmiques. Es va establir llavors a Anazarbe on va exercir com a orfebre. Un professor de gramàtica el va contractar com a criat, però va disputar amb el seu amo sobre la interpretació de les escriptures i va caure en desgràcia; el bisbe arrià de la ciutat, Atanasi, el va acollir llavors. Després va estudiar amb Antoni, un sacerdot de Tars, que més tard va ser nomenat bisbe, i llavors Aeci va retornar a Antioquia i va estudiar amb el sacerdot Lleonci d'Antioquia però aviat va haver de deixar altre cop la ciutat i es va refugiar a Cilícia, l'any 348, on alguns dels principals defensors del gnosticisme van contradir amb èxit els seus arguments. Va tornar a Antioquia i d'allí va passar a Alexandria atret per la fama del maniqueu Aftoni, amb el que va tenir una disputa teològica que va guanyar, recuperant el seu prestigi. Llavors va tornar a estudiar medicina amb Sòpolis i va exercir gratuïtament, guanyant diners amb el seu anterior ofici d'orfebre que exercia de nit. Quan el seu antic mestre Lleonci va ser nomenat bisbe d'Antioquia va tornar a aquesta ciutat, l'any 349. El 350 Lleonci, ja patriarca d'Antioquia el va ordenar diaca, i es va dedicar a l'ensenyament. Els catòlics van protestar contra aquest nomenament i Lleonci el va haver de destituir amb suport de l'emperador, i va ser acusat d'ateu.
Aeci negava el lliure albir dels homes. Després va disputar amb Basili d'Ancira l'any 351 disputa que va assentar les bases del cisma arrià. Basili va incitar a Constanci Gal (nomenat Cèsar el març de l'any 351), contra Aeci, i només la intercessió de Lleonci el va salvar de la mort. Però Teòfil Blemmis el va presentar aviat a Gal, del que es va fer amic i fins i tot li va encomanar al seu germà Julià, que havia pres el camí de l'apostasia, cosa que Aeci va evitar.
Aeci va estar implicat amb l'assassinat de Domicià (Domicianus), prefecte pretorià d'Orient, i de Monti (Montius), qüestor palatí, però es va salvar de la venjança de Constantí per ser una peça molt petita de la conspiració. No obstant va abandonar Antioquia i se'n va anar a Alexandria on Atanasi mantenia la cristiandat ortodoxa contra l'arrianisme, i va ser diaca el 355 amb Jordi de Capadòcia, el rival arrià d'Atanasi. Eunomi es va convertir en el seu pupil i amanuense. Fins i tot sembla que va rebutjar ser ordenat bisbe arrià perquè l'oferta venia de Serres i Secundos, que estaven relacionats amb els catòlics. Va ser excomunicat pels seus antics correligionaris arrians i els eusebians també es van declarar en contra seu.
L'any 358 Eudoxi va ser nomenat bisbe d'Antioquia i Aeci va tornar a aquesta ciutat, però no va ser ordenat diaca per la por d'Eudoxi a l'oposició del poble. Va assistir al Concili d'Antioquia convocat per Eudoxi, on van predominar els arrians purs. A aquest Concili també hi va assistir Eunomi que va arribar a ser ordenat diaca. Aeci va continuar desenvolupant les seves tesis. Un sector dels arrians va acusar d'heretgia a Aeci davant de l'emperador i van demanar un concili per establir la veritat teològica. L'eunuc Eusebi va organitzar el Concili, i era simpatitzant d'Aeci, però els partidaris de l'heretge van ser derrotats a Selèucia (359) pels eusebians i el concili es va dissoldre. Aeci va anar a Constantinoble i va demanar la protecció de l'emperador. Els contraris a Aeci es deien anti-Aecians i més tard semiarrians. Després d'una nova condemna a Constantinoble, va ser desterrat a Cilícia. Per la mateixa època Eudoxi va nomenar a Eunomi com a Bisbe de Cízic. Aeci tenia molts partidaris a Cízic i es van originar lluites entre els seus seguidors i els Acacians, per la qual cosa Eunomi va haver de renunciar al bisbat d'aquella ciutat l'any 360, moment en què segurament el bisbe ja havia optat per la tesi d'Aeci.
L'any 360 l'Emperador, sota pressió d'Acaci, va sotmetre l'heretgia de Eunomi a un Sínode a Antioquia, que va condemnar a Eunomi. El 361, amb l'accés al tron de Julià, va tornar a Constantinoble i va organitzar una secta completament separada dels Arrians Acacians.
El problema de la diferent substància de la Trinitat va provocar una escissió entre els aecians, els seus amics (que van ser anomenats Eusebians o Acacians) van abandonar Aeci. Aeci va ser proscrit. Va anar a Mopsuèstia on el bisbe Auxèntios el ba rebre bé, i després va passar a Amblada, a la Psídia, on va compondre un glossari de tres-centes blasfèmies. Va anomenar als seus adversaris Cronites (és a dir "temporals"). A la mort de Constantí, Julià va cridar a alguns bisbes exiliats i a Aeci a la seva cort. A Aeci li va donar una granja a Lesbos. Euzomos, bisbe d'Antioquia, va aixecar la condemna a Aeci al que va nomenar bisbe (heretge) de Constantinoble, càrrec que va mantenir fins a la mort de l'emperador Jovià l'any 364. Valent va prendre partit per Eudoxi, bisbe Acacià de Constantinoble, i Aeci es va retirar a Lesbos on per poc no va ser mort pel governador local que havia estat nomenat pel rebel Procopi, aixecat contra Valent l'any 365. Va tornar a Constantinoble però en va ser expulsat pels seus antics amics; va demanar protecció a Eudoxi que era a Marcianòpolis amb l'emperador, però no va obtenir contesta, i va morir a la capital de l'Imperi el 367. L'heretge Eunomi el va enterrar.
La seva doctrina barrejava diversos elements; la part moral sembla que era una assimilació de les doctrines maniquees; va negar la necessitat de celebracions i de mortificacions del cos. Va ser també per un temps deixeble d'Eusebi de Sebaste (no se sap ben bé quant) del que va recollir alguns ensenyaments. La secta dels Anomees, una forma de l'heretgia arriana, deriva de les seves ensenyances.
Aeci va morir l'any 366 a Constantinoble, i Eunomi va assumir la direcció de la secta (d'on van ser anomenats Eunomians, encara que també van rebre altres molts noms: Troglodites, per viure en coves; exomuntians; exaconites, enomeus, etc.